# Primera División 2015 (Paraguay)
In 2015 werd het 110de seizoen gespeeld van de Primera División, de hoogste voetbalklasse van Paraguay. Het seizoen werd opgesplitst in een Torneo Apertura (30 januari–31 mei) en Torneo Clausura (4 juli–5 december).

## Torneo Apertura
| №  | Club                 | WG | W  | G | V  | DV | DT | +/– | Punten |
| -- | -------------------- | -- | -- | - | -- | -- | -- | --- | ------ |
|    | Cerro Porteño        | 22 | 16 | 4 | 2  | 41 | 19 | +22 | 52     |
| 2  | Guaraní              | 22 | 15 | 2 | 5  | 40 | 26 | +14 | 47     |
| 3  | Libertad             | 22 | 10 | 8 | 4  | 30 | 23 | +7  | 38     |
| 4  | Olimpia              | 22 | 9  | 8 | 5  | 32 | 22 | +10 | 35     |
| 5  | Sportivo Luqueño     | 22 | 10 | 4 | 8  | 35 | 29 | +6  | 34     |
| 6  | Sol de América       | 22 | 8  | 7 | 7  | 26 | 26 | 0   | 31     |
| 7  | Rubio Ñu             | 22 | 6  | 8 | 8  | 34 | 36 | –2  | 26     |
| 8  | Nacional             | 22 | 5  | 7 | 10 | 28 | 37 | –9  | 22     |
| 9  | Deportivo Santaní    | 22 | 4  | 9 | 9  | 27 | 33 | –6  | 21     |
| 10 | General Díaz         | 22 | 5  | 6 | 11 | 26 | 32 | –6  | 21     |
| 11 | Deportivo Capiatá    | 22 | 5  | 6 | 11 | 29 | 41 | –12 | 21     |
| 12 | Sportivo San Lorenzo | 22 | 2  | 5 | 15 | 24 | 48 | –24 | 11     |

## Torneo Clausura
| №  | Club                 | WG | W  | G  | V  | DV | DT | +/– | Punten |
| -- | -------------------- | -- | -- | -- | -- | -- | -- | --- | ------ |
|    | Olimpia              | 22 | 13 | 5  | 4  | 40 | 22 | +18 | 44     |
| 2  | Cerro Porteño        | 22 | 14 | 2  | 6  | 32 | 23 | +9  | 44     |
| 3  | Guaraní              | 22 | 12 | 3  | 7  | 52 | 29 | +23 | 39     |
| 4  | Libertad             | 22 | 9  | 11 | 2  | 35 | 23 | +12 | 38     |
| 5  | Deportivo Capiatá    | 22 | 9  | 6  | 7  | 31 | 34 | –3  | 33     |
| 6  | Sol de América       | 22 | 7  | 5  | 10 | 35 | 35 | 0   | 26     |
| 7  | Deportivo Santaní    | 22 | 7  | 5  | 10 | 29 | 37 | –8  | 26     |
| 8  | General Díaz         | 22 | 6  | 6  | 10 | 18 | 35 | –17 | 24     |
| 9  | Sportivo Luqueño     | 22 | 6  | 5  | 11 | 39 | 43 | –4  | 23     |
| 10 | Rubio Ñu             | 22 | 5  | 7  | 10 | 22 | 29 | –7  | 22     |
| 11 | Sportivo San Lorenzo | 22 | 5  | 7  | 10 | 29 | 38 | –9  | 22     |
| 12 | Nacional             | 22 | 5  | 6  | 11 | 21 | 35 | –14 | 21     |

## Degradatie
Welke twee clubs aan het einde van het seizoen degraderen naar de División Intermedia werd bepaald aan de hand van het aantal behaalde punten per wedstrijd in de laatste drie seizoenen. Op basis daarvan viel het doek voor de beide nieuwkomers Deportivo Santaní en Sportivo San Lorenzo.
| №  | Club                 | 2013 Pnt | 2014 Pnt | 2015 Pnt | Totaal Pnt | Totaal Wed. | Gem.   |
| -- | -------------------- | -------- | -------- | -------- | ---------- | ----------- | ------ |
| 1  | Cerro Porteño        | 87       | 75       | 96       | 258        | 132         | 1.9545 |
| 2  | Guaraní              | 77       | 87       | 86       | 250        | 132         | 1.8939 |
| 3  | Libertad             | 75       | 96       | 76       | 247        | 132         | 1.8712 |
| 4  | Olimpia              | 55       | 63       | 79       | 197        | 132         | 1.4924 |
| 5  | Nacional             | 79       | 62       | 43       | 184        | 132         | 1.3939 |
| 6  | Sportivo Luqueño     | 54       | 63       | 57       | 174        | 132         | 1.3182 |
| 7  | Deportivo Capiatá    | 65       | 47       | 54       | 166        | 88          | 1.2576 |
| 8  | Sol de América       | 46       | 55       | 57       | 158        | 132         | 1.197  |
| 9  | General Díaz         | 61       | 48       | 45       | 154        | 132         | 1.1667 |
| 10 | Rubio Ñu             | 50       | 50       | 48       | 148        | 132         | 1.1212 |
| 11 | Deportivo Santaní    | —        | —        | 47       | 47         | 44          | 1.0682 |
| 12 | Sportivo San Lorenzo | —        | —        | 33       | 33         | 44          | 0.75   |